# Paolo Carraro
Paolo Carraro (Verbania, 17 gennaio 1964) è un ex canoista italiano.

## Biografia
Nato a Intra, frazione di Verbania, nel 1964, a 20 anni ha partecipato ai Giochi olimpici di Los Angeles 1984 nella gara del K-1 1000 metri, arrivando 4º in batteria con il tempo di 4'00"21 (passavano in semifinale i primi tre), riuscendo comunque a qualificarsi al turno successivo con il 2º tempo nel suo ripescaggio, 3'57"25. Non è però riuscito ad arrivare in finale, a causa del 4º posto in semifinale (andavano in finale i primi tre), con il tempo di 4'03"84.